# Kappa Boötis
Kappa Boötis (κ Boo) – gwiazda w gwiazdozbiorze Wolarza. Znajduje się około 160 lat świetlnych od Słońca.

## Nazwa
Johann Bayer nazwał tę gwiazdę Asellus Tertius, co pochodzi z łaciny i oznacza „trzeci osioł”. „Pierwszym osłem” jest Theta Boötis, a drugim Jota Boötis. Nie ma pewności, skąd wzięły się te nazwy, choć w gwiazdozbiorze Raka od starożytności znane są dwa „osły” (Gamma i Delta Cancri), które stoją przy „żłobie” (gromadzie Praesepe).

## Charakterystyka
Kappa Boötis to gwiazda potrójna. Najjaśniejszy składnik to podolbrzym należący do typu widmowego A7. Jest on 27 razy jaśniejszy od Słońca i ma temperaturę 7830 K. Gwiazda ma masę około dwukrotnie większą niż masa Słońca i 2,8 raza większy promień. Będąc podolbrzymem znajduje się w stadium przejściowym, opuściła ciąg główny, ale jeszcze nie stała się czerwonym olbrzymem. Ponadto jest to gwiazda zmienna typu Delta Scuti o okresie wibracji równym 1,56 h.
Drugi składnik jest odległy na niebie o 13,7″, a w przestrzeni o co najmniej 640 au; na podstawie praw Keplera można ocenić okres orbitalny tego układu na co najmniej 8700 lat. Gwiazda ma typ widmowy F2 i jest gwiazdą spektroskopowo podwójną, której jaśniejszy komponent to żółto-biały karzeł. Jest to gwiazda 3,7 razy jaśniejsza od Słońca, o temperaturze 6835 K. Jej masa i promień są 1,4 razy większe niż masa i promień Słońca. Widmo wykazuje zmienność z okresem 4,9 roku; zakładając, że drugi składnik ma niewielką masę, można ocenić jego średnią odległość na 2,5 au (zbliża się na 1,2 au).